# Бегово
Бе́гово (болг. Бегово) — село в Пловдивській області Болгарії. Входить до складу общини Калояново.

## Населення
За даними перепису населення 2011 року у селі проживали 758 осіб.
Національний склад населення села:
| Національність   | Кількість осіб | Відсоток |
| ---------------- | -------------- | -------- |
| болгари          | 470            | 62,2%    |
| цигани           | 283            | 37,4%    |
| не визначились   | 0              | 0%       |
| Всього відповіли | 756            |          |

Розподіл населення за віком у 2011 році:
Динаміка населення: